# Helmut Gardens
Helmut Gardens (eigentlich Helmut Flöter; * 1914; † 1995) war ein deutscher Musiker, Arrangeur, Komponist, Textdichter und Bandleader im Bereich der Unterhaltungsmusik.

## Leben und Wirken
Flöter leitete in den frühen 1940er-Jahren unter dem Pseudonym Helmut Gardens eine eigene Studioband, in der u. a. Corny Ostermann spielte. Er nahm Schallplatten wie seine Eigenkomposition „FD 79 – Exzentrik Foxtrot“ auf; ferner arbeitete er als Orchesterleiter und Arrangeur u. a. mit Corny Ostermann („Sing mit mir“) und der Sängerin Annelotte Sees („Und jetzt Franz Doelle!“, Imperial 17301).
Den ersten Nachkriegserfolg hatte Gardens 1948 mit dem Lied „Eine handvoll bunter Träume“ mit dem Text von Helmut Kießling in einer Aufnahme mit Margot Friedländer und dem Rundfunk-Tanzorchester Leipzig unter Leitung von Kurt Henkels. Ferner schrieb er Schlager wie „Unter den Bäumen der alten Allee“ (aufgenommen von Werner Schmah), „Schau, ein Mann, der etwas forscher ist, erobert jede noch!“, „Etwas benebelt“ (1947), „Von Capri nach St. Pauli (Schlagerpotpourri)“, „Heut Nacht hab’ ich ein Rendezvous“, „Mein Herz ist voll Musik“ oder „Wo bist du?“ (aufgenommen von Ingeborg von Kusserow/Heinz Burzynski, Imperial 17354). Weiterhin nahm er für Amiga auf und arbeitete u. a. mit Margot Friedländer („Was kann der Mond dafür?“ Odeon 26642) und für den Musikverlag von Eric Plessow. Für den Song „Makin’ Whoopee“ schrieb er einen deutschen Songtext („Weil ich dich liebe“, interpretiert 1960 von Inge Klaus und Paul Kuhn), ferner Arrangements für Nummern wie „Moon River“ und „Party Melody“.

## Publikationen (Auswahl)
- Arrangier-Methode für modernes Tanzorchester: Spezial-Arrangements, Druckarrangements, Combo-Arrangements. Tenuto-Musik-Ed., 1959.